# D.Va
D.Va (укр. Ді.Ва), справжнє ім'я Хана Сон (кор. 송하나) — персонажка серії багатоосібних командних відеоігор Overwatch розробленої та виданої компанією Blizzard Entertainment, а саме Overwatch (2016) і Overwatch 2 (2022). Це прізвисько дев'ятнадцятирічної колишньої кіберспортсменки Хани Сон, яка служить у мобільній групі екзобійців корейської армії, де вона пілотує експериментальну військову меху. За стилістикою бою персонаж — танк: вона призначена відвертати увагу ворожої команди, брати її вогонь на себе. Попри те, що деякі гравці відзначають незбалансованість персонажа, D.Va позитивно зустрінута ігровою спільнотою і має масу шанувальників.

## Опис
D.Va — це прізвисько дев'ятнадцятирічної колишньої кіберспортсменки Хани Сон, яка служить у мобільній групі екзобійців корейської армії, де вона пілотує експериментальну військову яскраво-рожеву меху. У 16 років вона посіла перше місце в ранзі гравців StarCraft, і займала першість протягом трьох років поспіль, поки їй не довелося кинути кіберспорт заради служби в MEKA (Мобільні Екзосили Корейської Армії). Дія Overwatch відбувається в майбутньому через 60 років і через кілька десятиліть після Повстання машин, коли роботи під назвою омніки розв'язали війну супроти людей. Кожна країна по-різному протистояла омнікам. У Південній Кореї була створена МЕКА, куди призвали багатьох зірок кіберспорту, оскільки їхні ігрові навички підходять для пілотування мех. Свої бойові операції D.Va транслювала в Інтернеті, завдяки чому вона стала світовою знаменитістю. Згодом за ініціативою ООН було створено елітний бойовий загін «Overwatch», який врятував світ від омніків. Однак через 20 років після війни загін було розпущено через звинувачення в корупції та порушеннях прав людини. У результаті зріс рівень злочинності, і з'явилися нові лиходії. Однак їм протистоять як колишні солдати «Overwatch», так і нові герої, які самостійно об'єдналися для миротворчості, серед яких б'ється і D.Va.

## Ігровий процес
За стилістикою бою персонаж — танк. D.Va призначена відвертати увагу ворожої команди, брати її вогонь на себе, тому запас здоров'я D.Va в месі більший, ніж в інших персонажів. Меха оснащена двома атомними гарматами з нескінченним боєзапасом, які поблизу завдають істотної шкоди. Однак стрільба з них уповільнює її рух. У хутро також вбудовані прискорювачі, що дають змогу йому злетіти й змінювати напрямок руху під час польоту. Зіткнення з противником під час використання прискорювачів також здатне завдати йому ушкодження. Завдяки захисній матриці D.Va може збивати ворожі снаряди, що летять у неї, і блокувати шкоду від деяких ультимативних здібностей супротивників. Ультимативна здатність самої D.Va — це самознищення мехи, чий вибух завдає смертельної шкоди гравцям поблизу. За деякий час до вибуху Хана катапультується з неї. Також вона здатна вибратися з мехи, коли очки здоров'я у мехи закінчаться, і та буде зруйнована. Без мехи персонаж здатний продовжити бій, використовуючи світловий пістолет або викликавши нову меху.

## Розробка
У початковій розробці шкоди, яку D.Va завдавала ворогам, була більшою за поточну версію, і персонаж мав концепцію стрільця з авангарду. При цьому D.Va була важким суперником, зі слів розробників, «летючу вбивцю». Вона могла швидко прилетіти до ворога, знищити його і тут же полетіти назад. При цьому суперник ніяк не міг їй протистояти. З цієї причини завдану шкоду було знижено. Героїня озвучена акторкою Шарлет Чан.
29 жовтня 2015 року у твіттері Overwatch з'явився натяк про презентацію нового контенту, і вже наступного дня D.Va було оголошено як нового персонажа гри, а на сайті чемпіонату зі StarCraft було розміщено її вигаданий життєпис. Уже після виходу гри деякі гравці помітили незбалансованість персонажа. Керівник із дизайну Джефф Каплан у червні 2016 року відповів, що команда розробників займається цим питанням. У підсумку баланс героя було змінено в оновленні від 15 листопада того ж року. Швидкість пересування мехи під час стрільби було збільшено на 25 %. Рівень основного здоров'я мехи було збільшено зі 100 до 200 очок. Рівень броні (400 очок) залишився колишнім. Однак D.Va при такій зміні стала здаватися гравцям невразливою, тому в одному з січневих оновлень було знижено рівень броні (з 400 до 200), але збільшено показник здоров'я (з 200 до 400). Водночас зменшено шкоду від куль, але збільшено скорострільність.

## Появи
1. Overwatch (2016)
2. Heroes of the Storm (2015)[17]
3. Overwatch 2 (2022)

## Сприйняття
Після виходу гри деякі гравці відзначали незбалансованість персонажа. На їхню думку, D.Va була малоефективним танком, тому що мала слабку втрату і була здатна наносити значні ушкодження тільки поблизу. Розробники відповіли, що на противагу слабкій втраті у персонажа є висока рухливість, через що його важко вбити. «Кожен персонаж має свої сильні та слабкі сторони. Це і робить командну гру цікавою», — прокоментував головний дизайнер гри Джеф Ґудман. Однак через кілька місяців після виходу гри баланс героя було змінено на догоду гравцям.
Сам персонаж був зустрінутий позитивно. D.Va придбала велику базу шанувальників і стала свого роду мемом. У фанатських малюнках її часто зображують такою, що поїдає чипси «Doritos» і «Cheetos» або п'є газовану воду «Mountain Dew», що є жартівливим посиланням до популярного західного стереотипу про гравців, нібито їм подобається харчуватися подібними продуктами. Популярності також набула версія персонажа, прозвана «Gremlin DVA», що стала героєм творчості фанатів.